# Nathaniel Palmer
Nathaniel Brown Palmer (ur. 8 sierpnia 1799 w Stonington w Connecticut, zm. 21 czerwca 1877 w San Francisco) – amerykański kapitan, odkrywca i badacz Antarktydy. 
16 listopada 1820 roku dostrzegł wybrzeże Półwyspu Antarktycznego i przez wiele lat był uznawany za odkrywcę Antarktydy. Razem z George’em Powellem (1794–1824) odkrył Orkady Południowe.

## Życiorys
Nathaniel Brown Palmer urodził się 8 sierpnia 1799 roku w Stonington w stanie Connecticut . Był synem właściciela lokalnej stoczni.
W wieku lat 12 wstąpił do służby w marynarce, biorąc udział w wojnie brytyjsko-amerykańskiej w 1812 roku. 
Później zajął się połowem fok . W 1818 roku został kapitanem szkunera „Galina” . W 1819 roku James P. Sheffield mianował go drugim oficerem na statku „Hersilia” podczas wyprawy na wody południowe w poszukiwaniu miejsc do polowań na foki. W trakcie pobytu na Falklandach usłyszał o odkryciu Szetlandów Południowych przez Williama Smitha (ok. 1775–1847) i razem z Sheffieldem dotarli na Szetlandy Południowe w styczniu 1820 roku. Powrócili do domu z prawie 9 tys. foczych skór, sprzedając je za ponad 22 tys. USD. 
Palmer zakupił udziały w dwóch statkach „Express” i „Hero”, obejmując dowództwo drugiej jednostki. Obydwa statki weszły w skład niewielkiej floty dowodzonej przez Benjamina Pendletona. Flota cumowała w New Plymouth na Wyspie Livingstona w Szetlandach Południowych. Stąd też Palmer wypłynął 15 listopada 1820 roku w poszukiwaniu lepszego portu i nowych miejsc do polowań na foki. 
Jako pierwszy dotarł do Deception Island, gdzie odkrył dogodny port naturalny. 16 listopada 1820 roku przeprawił się przez Cieśninę Bransfielda. W tym samym dniu dostrzegł wybrzeże Półwyspu Antarktycznego, które nazwano Ziemią Palmera  i odkrył wypełnioną lodem Orléans Strait. Przez wiele lat uznawano Palmera jako pierwszego, który ujrzał brzegi Antarktydy. Nie jest jednak jednoznacznie ustalone, kto po raz pierwszy ujrzał Antarktydę – oprócz Palmera, pierwszymi, którzy zobaczyli nowy kontynent mogli być :
- Fabian Bellingshausen (1778–1852) – Niemiec bałtycki w służbie carskiej marynarki kierujący rosyjską ekspedycją za południowe koło podbiegunowe, który ujrzał lądolód 27 stycznia 1820 roku;
- Edward Bransfield (1785–1852) – oficer Royal Navy kierujący brytyjską wyprawą do Antarktyki, który 30 stycznia 1820 roku ujrzał ląd uznany później za Półwysep Antarktyczny.

Odkrycie Antarktydy przypisuje się jednocześnie tym trzem podróżnikom.
W dniach 17–18 listopada Palmer badał McFarlane Strait pomiędzy Wyspą Livingstona i Greenwich Island, odkrywając dwa dogodne porty na Half Moon Island w zatoce Yankee Harbour. Pendleton przeniósł wkrótce swoją flotę do Yankee Harbour. 
W styczniu 1821 roku Palmer wyruszył na kolejną wyprawę badawczą. Podczas tej podróży nie prowadzono jednak szczegółowych raportów – dopiero później Palmer twierdził, że dotarł wówczas do 68°S. Nie zostało to nigdy potwierdzone. Francuski polarnik Jean-Baptiste Charcot (1867–1936), który dotarł do Zatoki Małgorzaty, przypisywał jej odkrycie amerykańskim łowcom fok. 
W sezonie 1821–1822 Palmer dowodził statkiem „James Monroe” i wyruszył na kolejną wyprawę w poszukiwaniu fok. Popłynął najprawdopodobniej wzdłuż Półwyspu Antarktycznego, docierając do Elephant Island i Clarence Island na Szetlandach Południowych. Przy Elephant Island spotkał angielskiego kapitana George’a Powella (1794–1824), z którym razem popłynęli na wschód, odkrywając 6 stycznia 1822 roku Orkady Południowe. Z uwagi na brak fok, Palmer nie zszedł na ląd nowoodkrytej wyspy w archipelagu – Powell zajął wyspę dla Wielkiej Brytanii, nazywając ją Coronation Island.
W latach 1822–1826 prowadził handel z regionem Ameryki Łacińskiej, transportując zaopatrzenie i wojska dla Simóna Bolívara (1783–1830) podczas wojny kolonii hiszpańskich o niepodległość (1810–1826) .

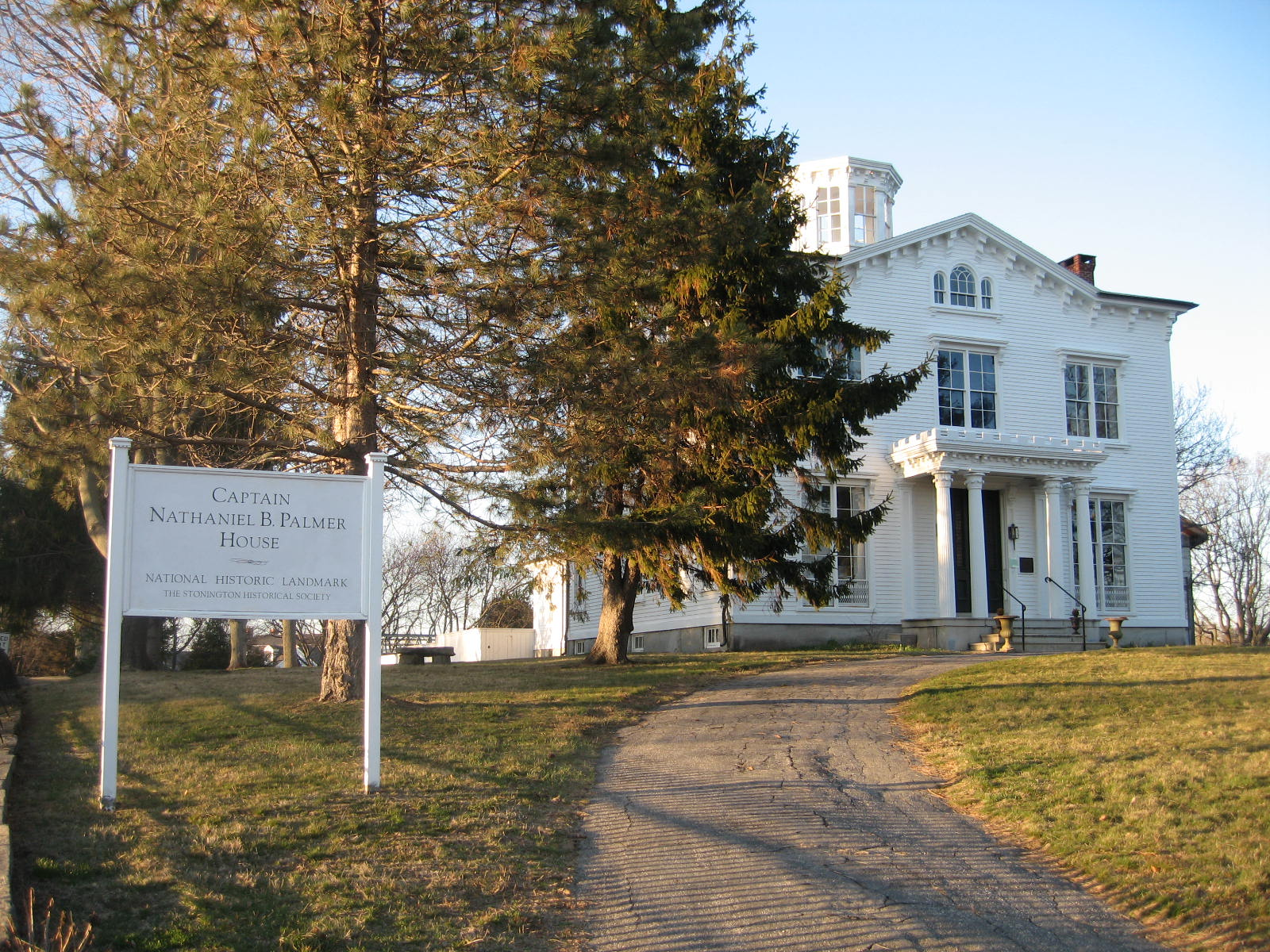
Dom Palmera w Stonington (2008)

W latach 1829–1831 odbył jeszcze jedną podróż na Szetlandy Południowe, dowodząc statkiem „Annawan”. Była to pierwsza wyprawa pod auspicjami rządu amerykańskiego, a wśród jej członków był pierwszy amerykański naukowiec badający Antarktydę – James Eights (1798–1882), który jako pierwszy odkrył skamniałości na terenie Antarktyki.  
Po powrocie do Stanów Zjednoczonych Palmer z sukcesem prowadził własne przedsiębiorstwo, projektował i budował statki, które wykorzystywane były na trasach handlowych z Chinami. 
Zmarł 21 czerwca 1877 roku w San Francisco . 

## Upamiętnienie
Na cześć Palmera nazwano następujące obiekty geograficzne w Antarktyce:
- Ziemia Palmera[9]
- Archipelag Palmera[10]
- Palmer Bay[11]